# Nicolás Kicker
Nicolás Kicker (* 16. August 1992 in Merlo) ist ein argentinischer Tennisspieler.

## Karriere
Nicolás Kicker spielt hauptsächlich auf der ITF Future Tour, auf der er bislang acht Titel im Einzel und fünf weitere im Doppel gewann, sowie auf der ATP Challenger Tour, auf der er bislang drei Titel im Einzel und einen im Doppel gewann. 2018 debütierte er für die argentinische Davis-Cup-Mannschaft.

## Spielmanipulation und Sperre
Beim Challenger-Turnier im kolumbianischen Barranquilla im September 2015 soll Kicker laut der Antikorruptionseinheit Tennis Integrity Unit ein Spiel absichtlich verloren haben. Deswegen war er ab Mai 2018, bis es zu einer Entscheidung über seine Bestrafung kam, nicht mehr spielberechtigt. Im Juni 2018 wurde er für sechs Jahre gesperrt. Ausgenommen davon war der Davis Cup, für den er 2018 erstmals spielte. Die Sperre wurde 2020 verkürzt, sodass er 2021 wieder spielen darf.

## Erfolge
| Legende (Anzahl der Siege)  |
| Grand Slam                  |
| ATP World Tour Finals       |
| ATP World Tour Masters 1000 |
| ATP World Tour 500          |
| ATP World Tour 250          |
| ATP Challenger Tour (6)     |

### Einzel

#### Turniersiege
| Nr. | Datum              | Turnier      | Belag | Finalgegner      | Ergebnis       |
| --- | ------------------ | ------------ | ----- | ---------------- | -------------- |
| 1.  | 19. Juni 2016      | Perugia      | Sand  | Blaž Rola        | 2:6, 6:3, 6:0  |
| 2.  | 5. November 2016   | Guayaquil    | Sand  | Arthur De Greef  | 6:3, 6:2       |
| 3.  | 15. Oktober 2017   | Buenos Aires | Sand  | Horacio Zeballos | 6:75, 6:0, 7:5 |
| 4.  | 25. September 2022 | Villa María  | Sand  | Mariano Navone   | 7:5, 6:3       |

### Doppel

#### Turniersiege
| Nr. | Datum          | Turnier     | Belag | Partner                | Finalgegner                          | Ergebnis           |
| --- | -------------- | ----------- | ----- | ---------------------- | ------------------------------------ | ------------------ |
| 1.  | 17. April 2016 | Sarasota    | Sand  | Facundo Argüello       | Marcelo Arévalo Sergio Galdós        | 4:6, 6:4, [10:6]   |
| 2.  | 22. April 2023 | Tallahassee | Sand  | Federico Agustín Gómez | William Blumberg Luis David Martínez | 7:62, 4:6, [13:11] |